# فهرست مکان‌های برهنگی در اروپا

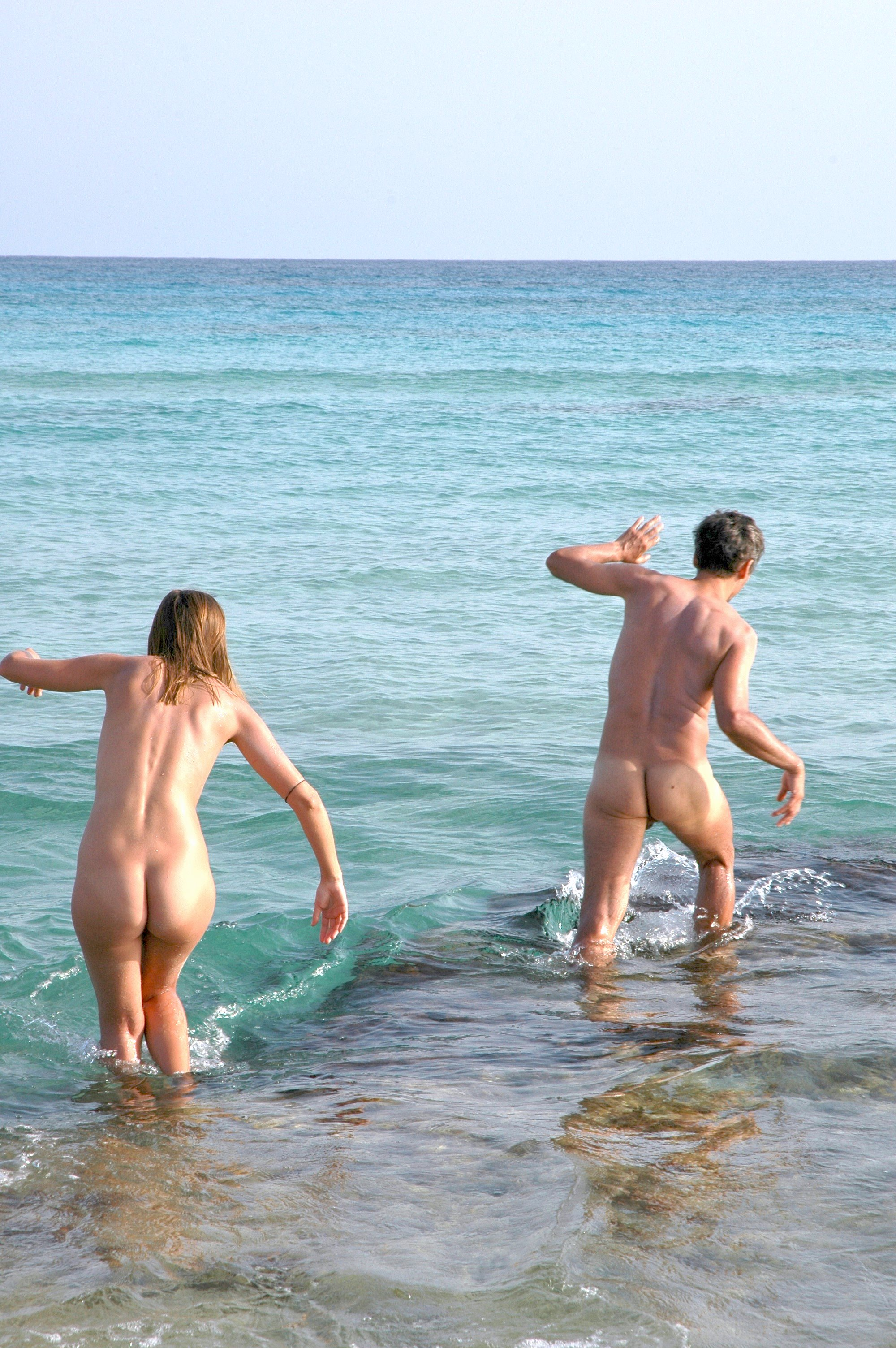
برهنگان در ساحل فورمنترا

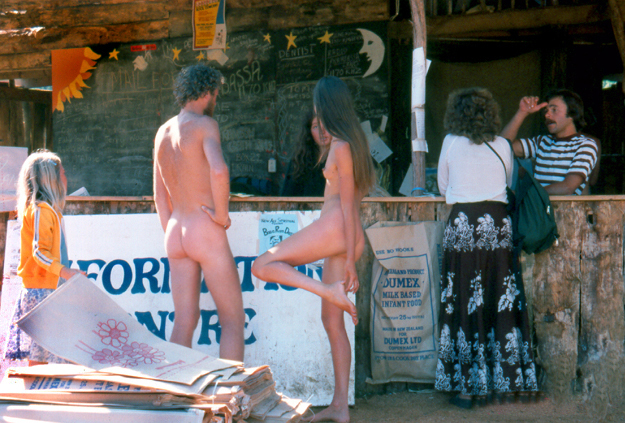
برهنگان در ساحل روستایی جزیره کوس

در فهرست مکان‌های برهنگی در اروپا نام مکان‌های برهنگی مکانی تفریحی برای مردم قارهٔ اروپا آمده است.

## اتریش

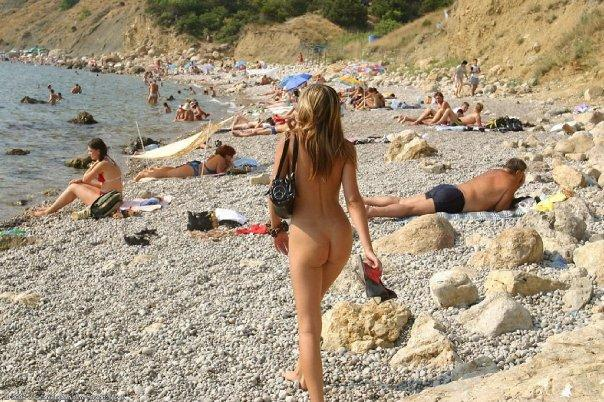
برهنه در پلاژ

مکان‌های برهنگی در اتریش بسیار محبوب است. این مکان‌ها با کلمه اختصاری (FFK) نشان داده می‌شود.
1. پارک کوتشاخ
2. پارک تیگرینگر[۲]
3. پارک پلیشناذیر[۳]
4. پارک ویکرل
5. دانوپینسل[۱]
6. گینزهافل
7. لوبائو

## بلژیک
1. آتنا هلیوس در میربیک[۴]
2. آتنا لا پرون در ویمز
3. بوکستالوو در زیگلسم
4. پلاژ بردن
5. ناتورپور در هرسلت
6. تی ونبوس ناتورلیون در لندروپ آرشوت
7. ناتوریسکمپینگ گرنزلند[۵]

## بلغارستان
برخلاف آلمان شرقی در بلغارستان برهنگی ممنوع بود، در بلغارستان هیچ ساحل برهنگی رسمی وجود ندارد ولی اغلب سواحل زیر برهنه می‌شوند.
1. ساحل شهر پرامورسکو
2. پلاژ سانی
3. ساحل سوزوپول
4. پلاژ ایراکلی[۷]
5. ساحل شهر آهتوپول
6. پلاژ سیلیستار
7. پلاژ سینمورتس
8. پلاژ اوالپو
9. اردوگاه دلفین

## کریمه (مورد مناقشه میان اوکراین و روسیه)
1. ساحل شهر کوکتبل
2. لیسا بوتا

## کرواسی
سواحل کرواسی محل تفریحات برهنگی پادشاه بریتانیا ادوارد هفتم و والیس سیمپسون همسر وی بود.

### شبه جزیره ایستری
1. پارک کوورسادا[۹]
2. کمپ والاتا در روینج[۱۰]
3. پلاژ سولاریس در پورج[۱۱]
4. کمپ ایستری در پورج
5. کمپ کاژلا در مدولین
6. کمپ پونته اوا پولاری در روینج
7. کمپ اولیکا در چروار
8. کمپ زلنا لوگانا در پورج
9. کمپ کانگرا

### خلیج کوارنر
1. کمپ بالدارین و کمپ کواشین در جزیره کرس
2. کمپ کونوبه و کمپ بونکولوکا در جزیره کرک[۱۲]
3. جزیره لوشینی
4. کمپ استراسکو در نوالیجا

### دالماسیا
1. پلاژ کاشجونی در اشپیلیت[۱۳]
2. پلاژ نوگال
3. پلاژ سنت پیتر در ماکارسکا
4. پلاژ لوکروم در دوبروونیک
5. کمپ سوونیج در تیکن
6. جزیره یرولیم در هوار
7. پلاژ گلاویکا در هوار
8. پلاژ زکوو در هوار
9. کمپ مالاسکا در هوار
10. پلاژ میکیچیویکا در هوار
11. پلاژ رابینسون در هوار

## قبرس
در قبرس هیچ ساحل رسمی و قانونی برای برهنگی وجود ندارد.
1. روستای پیسوری برهنگی در میان گردشگران دیده می‌شود که مورد مخالفت رئیس شورای روستای پیسوری است. علت مخالفت شورای روستای پیسوری ورود سرک‌کشیدن گردشگران برهنه در محیط خصوصی و خانه‌های روستاییان است.[۱۵]
2. کیپ گرکو
3. پولیس قبرس

### قبرس شمالی
برهنگی در قبرس شمالی نیز غیررسمی و غیرقانونی است. سواحل غیررسمی برهنگی در قبرس شمالی:
1. ساحل شبه‌جزیره کارپاس
2. پلاژ اموئی در شبه‌جزیره اکاماس در منطقه پافوس[۱۷]

## جمهوری چک
برهنگی در سراسر جمهوری چک امری پذیرفته شده و قانونی است.
1. پارک هستیواش

## دانمارک
برهنگی در سراسر سواحل دانمارک پذیرفته شده و قانونی است.

## استونی
سازمان مردم‌نهاد استانت تا سال ۲۰۱۳ متولی پلاژهای برهنگی در استونی بود. برای ورود به سواحل برهنگی استونی به بلیط نیاز نیست.
1. پلاژ ساحلی شهر تالین[۲۰]
2. کمپ راناتی در شهر تارتو
3. کمپ پارنو
4. نارواژوسو (تنها ساحل برهنگی رسمی در استونی)

## فنلاند
1. پلاژ ییتری در پوری
2. پلاژ تولیرانتا در هانکو

### هلسینکی
1. فیهایاسره
2. سیورساری
3. استخر سر پوشیده یرجینکاتو[۲۱]

## فرانسه

### آلزاس
1. مرکز ژیمناستیک آلزاس در واسیلون[۲۲]
2. باغ آلزاس در ایلیکرش گرافنشتادن[۲۳]
3. پارک طبیعت ایبلون و ایلفلد[۲۴]
4. جنگل روبرتساو[۲۵][۲۶]

### آکیتین
1. کمپ آرناشوت[۲۷]
2. ارونات
3. کمپ بوهبونت[۲۸]
4. کمپ کودرک[۲۹]
5. ترم آستور
6. دژ گیتون[۳۰]
7. کوت‌آرقژون در بوردو
8. ساحل شهر اوندای
9. وانده مونتالوه[۳۱][۳۲]
10. کمپ سرزمین ادور[۳۳]
11. شادو در سنت ژویرود کورپس[۳۴]
12. شاتو دو لرم در روفینیاک سنت سرنین ریلهیاک[۳۵]
13. هوسه‌گور[۳۶]
14. پلاژ جنی در پورژه[۳۷]
15. پلاژ لاگونه[۳۸]
16. محدوده برهنگی در مون‌فلانکین[۳۹]
17. لالوریه پریگورد[۴۰]
18. کمپ مارکاسین در سنت آیوبین[۴۱]
19. پلاژ میترو در تارنوس[۴۲]
20. پلاژ اوندرس[۴۳]
21. جزیره سنت نیکلاس[۴۴]
22. سینیوز[۴۵]
23. حمام سالیس دو برن[۳۳]

### اوورن
1. مرتع کانتال[۴۶]
2. مرتع فیت
3. تایلاد[۴۷]
4. فورناکس[۴۸]
5. کلرمونت فرند[۴۹]
6. آمیتی د ابرویل[۵۰]
7. مونلوسون[۵۱]
8. خانه آلیس در انجورلاس[۵۲]

### نرماندی
1. پونته آرگون[۵۳]
2. پونته دو بانک[۵۴]
3. کلوپ آفتابی نرماندی در شمال فنل لووژو[۵۵]
4. کلوب آفتابی نرماندی مرکزی در فونتنی لووس

### برتاین
1. کمپ آفتابی کوت آمور[۵۶]
2. استخر شهری نایه[۵۷]
3. موسترلین[۵۸]
4. استخر فوچ[۵۹]
5. پلاژ کرائوناوت در ترگونک[۶۰]
6. پالیتر در پلانکوئت[۶۱]
7. کمپ میادون بگ لوگر[۶۲]
8. لورتوئیس در کپ‌ارکی[۶۳]
9. پارک پیسکین بویس
10. کمپ ورزشی امرائود
11. کمپ‌های لاپینیده[۶۴]
12. کمپ بوریر در آرور، کمپ موربیانه در سنت گنوئل
13. ایتل[۶۵]

### بورگاندی
1. کمپ بوروو[۶۶]
2. کمپ آفتابی دیژون در ایس سور تیل
3. محدوده لاگاگاریه[۶۷]
4. کمپ ژیت شنس[۶۸]
5. رستوران‌های ایوه[۶۹]
6. استخر شامپاین منیر[۷۰]
7. کمپ‌های برهنگی در شلون سور سون[۷۱]
8. کمپ ماکون لازیه[۷۲]
9. استخر سرپوشیده در اگزر[۶۹]

### مرکز
1. بری نیورنائیس
2. پارک آمیس دو شاتینگر
3. پارک ساحلی او-وور[۷۳]
4. کمپ لاپاتیت برن[۷۴]
5. پارک تعطیلات شاتورو
6. پارک لوملن لا رونده
7. کمپ‌های برهنگی در توررین[۷۵]
8. کمپ‌های برهنگی در لوآر آشر[۷۶]
9. کمپ طبیعت بوغز در الیوه[۷۷]
10. استخر سرپوشیده آرژانتون در کیرز[۷۸]
11. مرکز آبزیان[۷۹]

### شامپانی و آردن
1. پارک جنگلی جاده ساشوال
2. کمپ‌های برهنگی تروآ[۸۰]
3. پارک جنگلی سن‌مارتین

### کرسیکا
1. پلاژ ریوا بلا
2. روستای باگرا[۸۱]
3. روستای لاچیاپا
4. کمپ جنگلی اوفورو[۸۲]
5. براوونا[۸۳]
6. کمپ اکالیپتوس
7. پارک شخصی ژین ژاکوز سانتونی

### فرانش کنته
1. اوسل (فرانش کنته)[۸۴]
2. کمپ‌های برهنگی دول[۸۵]
3. دریاچه چالائین[۸۶]
4. کمپ‌های برهنگی مونتبلیر[۸۷]

### نرماندی علیا
1. کمپ برهنگی پورت اوژن[۸۸]
2. پارک برهنگی بویس ماروئیل[۸۹]
3. محدوده جنگلی آنویل آمبرویل
4. ووله لغوز[۹۰]
5. استخر سرپوشیده جمهوری[۸۸]
6. کمپ لاپام دوره
7. کمپ ملی فرانسه در لو آور

### ایل دو فرانس
1. کمپ هوا و خورشید
2. مرکز دریایی راجر لوگال[۹۱]
3. پارک جنگلی والانس در جنوب والانس ان بری[۹۲]
4. کاخ ورسای[۹۳]
5. مرکز تفریحی و سرگرمی فرانسه[۹۴]
6. مرکز ژیمناستیک فرانسه[۹۵]
7. فدراسیون کمپ‌های کاروانی فرانسه[۹۶]
8. کمپ هیلموند در سنت ژیرون[۹۷]
9. لس هیسپیرید[۹۸]
10. پارک جنگلی مودون

### لانگدوک و روسلین
1. پارک طبیعت ناربون مدیترانه[۹۹][۱۰۰][۱۰۱][۱۰۲]
2. خانه بهشت آبی[۱۰۳]
3. پلاژ بوکال تچ (مخصوص برهنگان همجنس‌گرا)
4. کمپ دژ فریولز[۱۰۴]
5. پارک جنگلی سورس سنت پیر[۱۰۵]
6. کمپ لاکاپوت[۱۰۰]
7. فرند سرینان[۱۰۶][۱۰۷]
8. لاگراند کروز[۱۰۸]
9. کمپ‌های برهنگی اودوا
10. کمپ دیدن
11. کپ داگد[۱۰۹]
12. ونتوس[۱۱۰]
13. لاژونس
14. سابلیر[۱۱۱]
15. ویتارل
16. لامبیران[۱۱۲]
17. لاکلوز[۱۱۳]
18. کمپ (GCU)[۱۱۴]
19. مرکز ژیمناستیک مدیترانه[۱۱۵]
20. پلاژ اسپیگت
21. لاکلاپر[۱۱۶]
22. لاکومبه فریر[۱۱۷]
23. لاماس لابالما[۱۱۸]
24. لاماس لینگرس[۱۱۹]
25. لاپاتیت بونهور[۱۲۰]
26. دو بوسک[۱۲۱]
27. لیس گریلفوس[۱۲۲]
28. لیس ماتیلیس[۱۲۳]
29. لیس مانتیلیس[۱۲۴]
30. استخر سرپوشیده منتالو[۱۲۵]
31. استخر سرپوشیده دیس کونتامینس[۱۲۶]
32. توریلس[۱۲۷]
33. مرکز طبیعت اولیسه[۱۲۸]

### لیموزین
1. پارک طبیعت کروسه در بوساک[۱۲۹]
2. دریاچه وسیویر[۱۳۰]
3. لاماس دین[۱۳۱]
4. کمپ مونتس بوزی در ایموریس[۱۳۲]
5. کمپ لافایارد[۱۳۳]
6. کمپ ایمه پورچه[۱۳۴]
7. کمپ‌های برهنگی لیموژ[۱۳۵]
8. استخر سرپوشیده سنت لازار
9. پارک برهنگی خورشید
10. کمپ لوس سوئیس[۱۳۶]

### لورین
1. دمیر اونی[۱۳۷]
2. کمپ‌های برهنگی نانسی
3. کمپ لامیوز
4. کمپ دس ووسگس[۱۳۸]
5. استخر سرپوشیده رند ترمال (آب‌گرم)[۱۳۹]
6. استخر سرپوشیده المپیک راجر گوجون[۱۴۰]

### پیرنه
1. کمپ لالز
2. محدوده اگلانتیر در کاستلانائو[۱۴۱]
3. کمپ دویزه در گودونویل[۱۴۲]
4. کمپ لس آیلوس در کرمن[۱۴۳]
5. محدوده والیس
6. کمپ آلبیژیوس[۱۴۴]
7. محدوده لالبرد در لوگناک[۱۴۵]
8. محدوده ساروت[۱۴۶]
9. کمپ لاچامپ گوریال[۱۴۷]
10. محدوده لاکلوز بارات[۱۴۸]
11. محدوده فیسکالو[۱۴۳]
12. محدوده گراند شانس[۱۴۹]
13. محدوده مانوکیز[۱۵۰]
14. محدوده آیلوس[۱۴۳]

### نورد پاستا کالائیس
1. باشگاه آرامش در فضای باز[۱۵۱]
2. مرکز ژیمناستیک نورد پاستا کالائیس[۱۵۲]
3. مزرعه ایدن آوینیوس[۱۵۳]
4. کمپ پونت شارلت[۱۵۴]
5. استخر سرپوشیده هالوین[۱۵۵]
6. پلاژ برک[۱۵۶]

### لوئیر
1. آکوبال[۱۵۷]
2. کمپ کپسول هوا
3. کمپ لاکوت آمور[۱۵۸]
4. چوئیسائو[۱۵۹]
5. مرکز ژیمناستیک غرب در شانتیگر آمور[۱۶۰]
6. لاپاتی ولی[۱۶۱]
7. لاپونت آرسی[۱۶۲]
8. تریر[۱۶۳]
9. کلومبیر[۱۶۴]
10. لس کونچس[۱۶۵]
11. لس ژانوئیس[۱۶۶]
12. لس لایس[۱۶۷]
13. لسالینس[۱۶۸]
14. لس سولایس[۱۶۹]
15. کمپ ماین[۱۷۰]
16. نات آنجو[۱۷۱]
17. سارتوئیز[۱۷۲]
18. اولون سورمر[۱۷۳]
19. پن بورن[۱۷۴]
20. استخر سرپوشیده بله بیلیه[۱۷۵]
21. استخر سرپوشیده کوبرتین[۱۷۶]
22. استخر سرپوشیده دورنتیر[۱۷۷]

### پیکاردی
1. مرکز ژیمناستیک سله
2. کمپ کریل[۱۷۸]
3. پلاژ آمر سود

### پوآتو و شارانت
1. شارانت[۱۷۹]
2. کمپ ملی فرانسه
3. مزرعه الیوری
4. جنگل ملی سنت آگوستین[۱۸۰]
5. ژویرودیه[۱۸۱]
6. پلاژ لاگراند کوته[۱۸۲][۱۸۳]
7. پتیت دوفین[۱۸۴]
8. سومونارد[۱۸۵]
9. مرکز دریایی ناتیلیس[۱۸۶]

### آلپ آزور
1. پلاژ ویوکس سلان هیر[۱۸۷]
2. جزیره لوانت[۱۸۸]
3. پلاژ جزیره ایئر
4. بونیو[۱۸۹]
5. پارک کامارگ در ارل[۱۹۰]
6. کمپ اسپارن در وردن
7. کمپ کاستیلیون[۱۹۱]
8. کمپ سنتر پارادیگو[۱۹۲]
9. کمپ‌های برهنگی تولون[۱۹۳]
10. مرکز ژیمناستیک هات گاردور[۱۹۴]
11. کمپ بلژی در بدوئین[۱۹۵]
12. محدوده ایسکاردی[۱۹۶]
13. محدوده لوزون در فولکالیر[۱۹۷]
14. محدوده پتیت آرلان در والونسول[۱۹۸]
15. محدوده ایناریو[۱۹۹]
16. لاباتری در کن[۲۰۰]
17. لاکوته بلو[۲۰۱]
18. بائو روژ[۲۰۲]
19. گروس پین[۲۰۳]
20. هات چندلالار[۲۰۴]
21. لالیت در کاوالیر[۲۰۵]
22. پلاژ دو موناکو[۲۰۶]
23. والو دیز ازو
24. یوکالی[۲۰۷]
25. ژاس سریه
26. پلاژ فرجوس[۲۰۸]
27. گروتس[۲۰۹]
28. لودگس[۲۱۰]
29. پیرس بلانشز[۲۱۱]
30. مارتیگوس
31. روستای تنریس[۲۱۲]
32. پامپلونه[۲۱۳]
33. پلاژ آریس[۱۹۰]
34. استخر سرپوشیده تورنسل[۲۱۴]
35. دریاچه سنت کاسین

### آلپ روآن
1. لاپونته آدله[۲۱۵]
2. والنس[۲۱۶]
3. کمپ‌های برهنگی سنت اتین[۲۱۷]
4. کمپ وال درومه[۲۱۸]
5. کمپ‌های برهنگی روآن
6. استخر سرپوشیده تورنسل در والنس[۲۱۹]
7. کمپ برهنگی ساوی[۹۳]
8. کمپ برهنگی آلپ لمان[۲۲۰]
9. کمپ برهنگی مونت بلان[۲۲۱]
10. محدوده گراند بویس[۲۲۲]
11. باشگاه ژیمناستیک رودانین
12. پارک برهنگی تمپلار در بورگ سنت اندرول[۲۲۳]
13. کمپ‌های برهنگی لیون[۲۲۴]
14. کمپ برهنگی سرژی[۲۲۵]
15. چانوئیز در بورگ آن برس[۲۲۶]
16. استخر سر پوشیده بولیوو[۲۲۷]
17. دریاچه پتیشه[۲۲۸]
18. پارک میربل ژوناژ[۲۲۹]
19. لا پینده[۲۳۰]

## آلمان

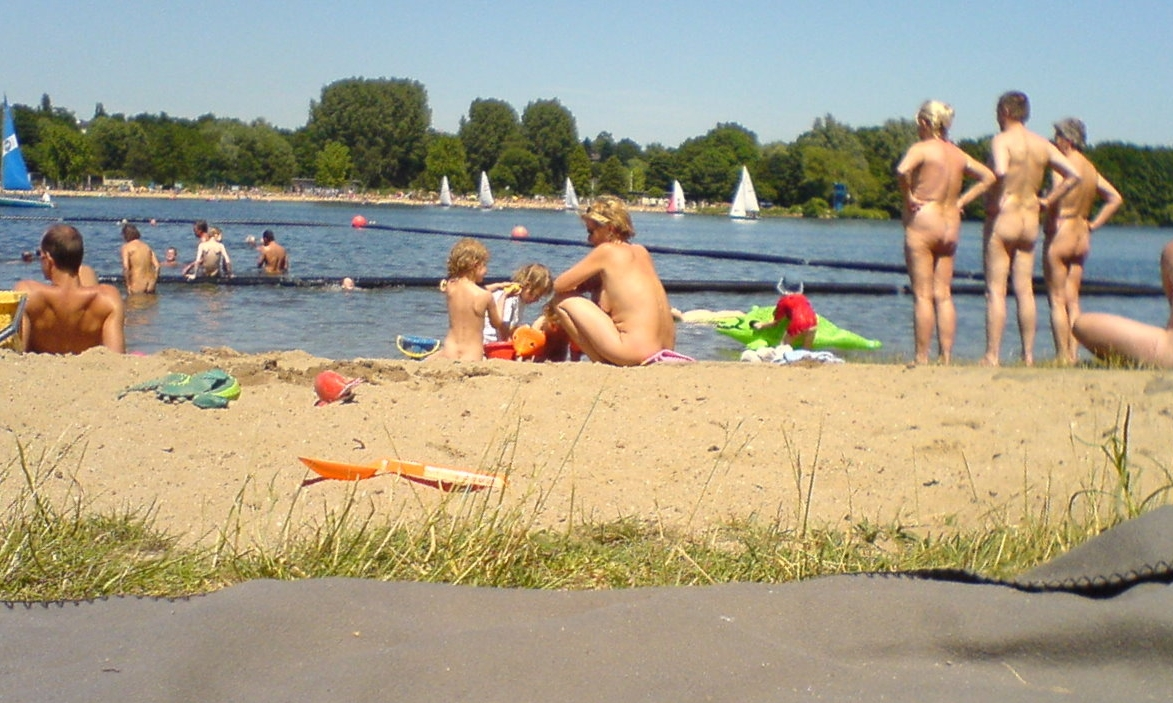
برهنگان در آلمان

برهنگی در آلمان شکل تنظیم شده دارد برهنگی عمومی غیرقانونی است. مناطق برهنگی در آلمان با عنوان (FFK) مشخص می‌شود. گرایش به برهنگی در آلمان شرقی بیشتر است. سواحل برهنه مورد اقبال خانواده‌های آلمانی در ایام تعطیل است. فهرست مکان‌های برهنگی در آلمان عبارت است از:
1. باغ انگلیس در مونیخ
2. دریاچه فرینگاس
3. ساحل رودخانه ایزار
4. پارک تیرگارتن در برلین[۲۳۳]
5. پارک وان در برلین
6. پلاژ تراوماند
7. جزیره سایلت
8. ساحل شهر گرومتیز
9. برکوم
10. جزیره نوردرنی
11. بادن بادن
12. روستای زیسن[۲۳۴]
13. فمرنبلت

## یونان
برهنگی یک امر عمومی در یونان است.

### آتن
1. آلسوس کیفیسیاس
2. پلاژ برهنگی گلیفادا
3. پلاژ برهنگی فلیسووس
4. پلاژ برهنگی پیرائوس

### حومه جنوبی آتن
1. پلاژ پیکپا در وولا
2. پلاژ لیمانکیا در وولیاگمنی (بخشی از پلاژ مخصوص همجنس‌گرایان می‌باشد)
3. پلاژ وارکیزا در واری
4. پلاژ ریباس در واری
5. پلاژ سنت مارینا در آلتیا
6. پلاژ سنت دیمتریوس در سنت دیمتریوس
7. پلاژ زامولینا در رافاتی
8. پلاژ وراورونا در رافاتی

### کرت
1. پلاژ فیلکی[۲۳۶]
2. پلاژ گیلکا نرا
3. پلاژ پلاکیاس
4. پلاژ ماتلا شمالی
5. حمام‌های عمومی سوگیا

### سایر نقاط
1. پلاژ ولیچادا در سانتورینی (تیرا سابق)
2. پلاژ ولانیو در اسکوپلوس
3. پلاژ مودا در کفالونیا[۲۳۷]
4. فالیراکی
5. فوله‌گاندروس [۲۳۸]
6. سیمی

## مجارستان
1. پارک پالوتا زیگل در بوداپست
2. حمام‌های راکیوی[۲۳۹]
3. گاردونی
4. آنیاش
5. بالاتونیکالی
6. بالاتونبرنی
7. روستای دلگیژ
8. لاتوکیپ
9. روستای نمسبوک در زلا
10. سزالک
11. سزگد
12. سزگدمونوستر

## ایسلند
برهنگی در ایسلند مرسوم نیست ولی برهنگی در چشمه‌های آب گرم واتنفیورد مشاهده شده‌است.

## ایرلند
1. ساحل خلیج بریتاس در ویکلاو[۲۴۰]
2. پلاژ کوربالیس در دونبات[۲۴۰]
3. پلاژ هاوک کلایف در دالکی
4. پلاژ راونداستون در گالوی[۲۴۰]
5. پلاژ سیلور استراند در بارنا[۲۴۰]
6. پلاژ کرک‌وست[۲۴۰]
7. پلاژ کورکلو استراند (تنها ساحل رسمی برهنگی در ایرلند)[۲۴۱]

## ایتالیا
برهنگی در تمامی سواحل و استخرها از ۲۰ مارس ۲۰۰۰ در ایتالیا (مگر که توسط مقامات استانی یا شهری منع شده باشد) قانونی شده‌است.
1. دریاچه ساحلی لیمورج در تورینو
2. پلاژ پیزو گرکو
3. پلاژ پیاجا دلکونه در مارینا دی کامروتا
4. لیدو دی ولانو در راونا
5. کناره رودخانه تربیا
6. اورسیانا
7. پلاژ آرناتو در گیتا
8. دریاچه مارتیگنانو
9. پلاژ گوآنو در کرنجیلیا
10. پلاژ چیواری
11. مانربا دل گاردا
12. رستوران سرو ماجیوره
13. پلاژ دوناس پیشناس
14. پلاژ پورتو فررو
15. پلاژ ترامارا
16. پلاژ کپ فالکونه
17. پلاژ کوستا ورده
18. توره گاچیتو
19. کاپوکوتا در پارک ساحلی رم
20. کاپری (ساحل جنوبی)
21. سیستانا
22. مورتولا اینفریوره (پارک مورتولا)
23. اینورا
24. لیدو دی دانته
25. لاکونا (ایتالیا)
26. تنگه کاستالونگا
27. ایس آرناس

## لتونی
1. پلاژ وساکی
2. پلاژ اینچوپه در ساحل رودخانه اینچوپه
3. پلاژ لیلوپه در ساحل رودخانه لیلوپه
4. پلاژ لیه پاجا
5. پلاژ ونتسپلیس

## لیتوانی
1. پلاژ گیریولی
2. پلاژ اسمیلتان
3. نیدا
4. پلاژ اشفنتویی در پالانگا
5. پلاژ نمیرستا در پالانگا

## لوکزامبورگ
1. کمپ رنرت در ویلتز[۲۴۳]
2. بلیسبروک[۲۴۴]

## مالت
1. ساحل خلیج جناجن
2. پمبروک در والتا

## مونته‌نگرو
1. آدا بوژانا[۲۴۵]
2. جاز
3. سوتوموره[۲۴۶]
4. روستای نیجیویس
5. کمپ فول مونته
6. هتل آلباتروس در اولسینج

## هلند
در هلند پلاژهای ساحلی توسط شهرداری‌ها اداره می‌شود.
1. المره
2. پارک آمستردام بوس
3. دریاچه گسپروپلاس
4. پلاژ باسلو
5. بلومندال
6. کالانتسوگ
7. اسخیفنینگن
8. پلاژ نوردویک
9. هاگ
10. پلاژ آیمویدن
11. زاندفورت
12. پلاژ ولاونپولدر[۲۴۷]
13. دلفسه‌هاوت
14. کیگ‌داون

## نروژ
1. پلاژ هوک در بیگدی
2. پلاژ سوارتکولبه در سوانگسونه
3. جزیره لانگ ین
4. کالوویا
5. پلاژ سوارتسکوگ در بوندفیورن
6. کالووگن در آسکی
7. ریشوان
8. شوهاگ[۲۴۸]

## لهستان
1. میدزیزدرویه
2. پلاژ گریزبووو
3. پلاژ رووی
4. پلاژ دیبک
5. پلاژ چالوپی
6. پلاژ گدانسک
7. پلاژ پیاسکی
8. پلاژ لیبا
9. واول میدژینسکی در ورشو
10. واول زیوادوفسکی در ورشو
11. کریسپینو در کراکوف
12. بیسکوپیچ در پوزنان
13. کیتی در بیلسکو بیالا
14. سزار در بیلسکو بیالا
15. ویزوانیه در پارسله

## پرتغال
1. کوستا کاپریکا[۲۴۹]
2. آزایه (سینترا)[۲۴۹]
3. زامبوجائیر دو مار[۲۴۹]
4. تاویرا[۲۴۹]
5. پلاژ پرایا بوردریا در کاراپاتریا[۲۴۹]
6. پلاژ پرایا دی مکو در لیسبون[۲۴۹]
7. پلاژ بلا ویسا در لیسبون[۲۴۹]
8. پلاژ دی سالتو[۲۴۹]
9. پلاژ کاباناس ویلهاس در الگراوا[۲۴۹]
10. پلاژ پرایا در آدگاس در آلنتژو[۲۴۹]
11. پلاژ ریو آلتو در پورتو[۲۴۹]
12. پلاژ دونا آلتا در پورتو[۲۴۹]
13. پلاژ پرایا داس فورناس در آدامیرا[۲۴۹]
14. پلاژ پرایا آلفورادا در فراگادا[۲۴۹]
15. جزیره بارتا[۲۴۹]

## رومانی
1. پلاژ ۲ مه
2. پلاژ کاستینتی
3. پلاژ نپتون
4. روستای وامی ویچه
5. ساحل افوریه
6. ساحل تولکا
7. پلاژ استفانو جرج
8. پلاژ سولینا

## روسیه
1. سستروسک در سنت پترزبورگ[۲۵۰]
2. لوو در سوچی
3. اسپوتنیک (سوچی)
4. پارک سربیانی بور در مسکو
5. شرشنی در چلیابینسک
6. کیروو در نووسیبرسک
7. مرسکوی در ییسم

## صربستان
1. آدا سکگنلاجا در بلگراد
2. کامنجار در نووی‌ساد

## اسلواکی
1. روسوفس در براتیسلاوا
2. دریاچه زلاتا پیسکی در براتیسلاوا
3. چونووو در براتیسلاوا
4. سینک در براتیسلاوا
5. باتیزوفس در پرسوف
6. چووو در ژیلینا

## اسلوونی
1. دراگاژنا در اسملدینک [۲۵۱]
2. چشمه‌های آب‌گرم بانوفسی[۲۵۲]
3. پارک آتلانتیس در لیوبلینا[۲۵۳]

## اسپانیا
برهنگی در سواحل اسپانیا قانونی است هر چند مورد اعتراض مقامات در اسپانیا قرار گرفته‌است. برخی از پلاژهای برهنگی در اسپانیا:
1. ماسپالماس در جزایر قناری[۲۵۴]
2. پلاژ پلایا در اینجلس در جزایر قناری[۲۵۴]
3. پلاژ چارکو دل پولو در لانزاروته
4. پلاژ لاکالتا در تنریف
5. پارک ال‌فونول کاتالونیا
6. فرمنترا در جزایر بالئار
7. پلاژ ورا در آلمریا
8. پارک کابو دی گیتا در آلمریا
9. بوله نووو و الپورتوس در مورسیا
10. پلاژ ماربلا در بارسلونا
11. پلاژ پرایا دی فیگوراس در جزیره سیس
12. رازو
13. بارانان
14. کاماریناس

## سوئد
1. پارک اوگستا [۲۵۵]
2. جزیره لانگلومن
3. پلاژ آموندون
4. پلاژ کاتولمن
5. پلاژ کورسهولمن
6. ساندهامرن

## سوئیس
برهنگی در کل کشور سوئیس قانونی است.

## اوکراین
1. پلاژ چیکولوفسکی در ادسا
2. پلاژ تیکشی
3. پلاژ دوبیچکا در جزیره تورخانیف
4. پلاژ اوبولون
5. ساحل بیژلیدیکا در خارکیف

## پادشاهی متحده بریتانیا

### انگلستان

#### کورنوال
1. داوندری
2. پارک برهنگی کاربیله[۲۵۷]
3. ساحل خلیج کارلایون
4. پلاژ وولت
5. پلاژ پورت مور در سنت ایویس[۲۵۷]
6. صخره دریای پورت زنور[۲۵۷]
7. صخره دریایی پورت هانلی در قلعه کیرهیس[۲۵۷]
8. گانوالو[۲۵۷]
9. پلاژ فلیکسبوری در بوده[۲۵۷]

#### دوون
1. بلوطستان تیورتون[۲۵۸]
2. وستون موث
3. اسلاپتون
4. بودلی سالترتون
5. صخره دریای برودساند

#### دورست
1. ساحل خلیج رینگ‌استاد
2. پارک رویندل
3. ساحل خلیج زومبا استاد

#### سایر جاها
1. کمپ اسپیلپلاتز در هارتفوردشایر
2. شکاف بیرلینگ
3. فایرلایت گلن
4. پلاژ کورتون در لاواستاف سافولک (بسته شده ۲۰۰۹)[۲۵۹]
5. پارک همستادپوند
6. پلاژ ایست‌نی در همپشایر
7. پلاژ هیل هید در همپشایر
8. پلاژ هولکهام در نورفولک
9. پلاژ لیس‌داون در جزیره شپی

### ولز
1. پلاژ مولت دیفرین[۲۶۰]
2. پلاژ سفن سایدن[۲۶۰]
3. روستای کنفیگ[۲۶۰]
4. پلاژ ماروس[۲۶۰]
5. نیوبورگ[۲۶۰]
6. پلاژ وایتفورد[۲۶۰]

### اسکاتلند
1. پلاژ کلیت شور در فیث کلاید
2. پلاژ آردیر در فیرث کلاید